# Buketten
Buketten is een Zweeds mini-eiland behorend tot de Lule-archipel; het ligt  aan de noordoostkant van het eiland Sandön in de Sandöfjord als satellieteiland van Likskäret. Het eilandje heeft geen oeververbinding. Er is geen bebouwing.